# Movimiento por la Autodeterminación e Independencia del Archipiélago Canario
El Movimiento por la Autodeterminación e Independencia del Archipiélago Canario (MPAIAC) fue una organización terrorista independentista fundada en 1964 por Antonio Cubillo, cuyo fin era la descolonización e independencia de Canarias de España. Durante la década de 1970 operó a través de dos grupos terroristas: las Fuerzas Armadas Guanches (FAG) y los Destacamentos Armados Canarios (DAC), causando un muerto directo en un atentado, e indirectamente 583 muertos y 61 heridos en la ejecución de otro.
El MPAIAC propugnaba la creación de una "República Federal Guanche" de carácter socialista en las Islas Canarias integrada en el contexto de África.
Propugnaban la llamada "propaganda armada", que consistía en usar las armas sólo para causar daño material a los que consideraban parte del colonialismo español y como instrumento propagandístico para ir ganando más relevancia. También propugnaba la "guerra de las pulgas",  que consistía en realizar pequeños ataques, pero en gran cantidad. Para ello, era necesaria una amplia base de apoyo popular. según Cubillo: "Una pulga o una abeja no hace mucho daño a una persona, pero un millón de pulgas o abejas, atacando al mismo objetivo, es mortal de todas tomas, al colonialismo español, debemos pues, atacarlo por todas partes".
En el año 1979 la organización renunció a la propaganda armada y expulsó a Cubillo, su fundador y hasta entonces secretario general.

## Alianzas
El MPAIAC mantuvo buenas relaciones con grupos terroristas, como ETA, Terra Lliure o GRAPO. El Frente Polisario les proporcionó armamento y explosivos; también mantuvo relaciones con gobiernos árabes socialistas, como Libia y Argelia, que le proporcionaron financiación.
También mantuvo relaciones con el Partido Socialista de Chile, el Movimiento de Izquierda Revolucionaria, el Partido de la Revolución Venezolana, Liga Socialista, Grupo de Acción Revolucionaria, el Movimiento Revolucionario del Pueblo-Bloque Unitario Socialista y el Movimiento Revolucionario 17 de octubre.

## Contexto
El MPAIAC se forma en el tardofranquismo. En España existían varios grupos terroristas, como el GRAPO o ETA, de izquierda, o los Guerrilleros de Cristo Rey, de derechas. 

## Historia

### Inicios: fundación argelina
El MPAIAC fue fundado el 22 de octubre de 1964 en Argelia por el abogado Antonio Cubillo, previamente vinculado a Canarias Libre y exiliado en 1962 por motivos poco claros. Entre otros se le unen Ángel Cuenca, José I. Díaz «el Mexicano» y Ángel Cabrera «el Rubio», delincuente común con un dilatado historial. La inspiración de su forma de lucha fue el Frente Nacional de Liberación de Argelia. Este movimiento, mediante ataques armados y bombas a instituciones civiles y militares, había generado la tensión política necesaria para lograr la independencia de Argelia. 
El MPAIAC, apoyado por el Gobierno argelino, optó por una línea africanista, recurriendo a la exaltación nacionalista de los antiguos aborígenes de Canarias también llamados guanches. Con ello llegó a conseguir en 1968 el apoyo de un Comité de Liberación ad hoc de la Organización para la Unidad Africana (OUA), dirigido por Argelia, que en una reunión secreta declaró a Canarias como un archipiélago geográficamente africano, por la pertenencia de este a África
En el contexto geopolítico de la Guerra Fría Árabe, de 1975 a 1978 los servicios de inteligencia argelinos pusieron Radio Argel a disposición del MPAIAC, que inició unas emisiones de radio para el archipiélago canario llamadas La Voz de Canarias Libre. Así, Argelia pudo favorecer sus intereses geopolíticos en la zona durante  la guerra del Sáhara Occidental, y propiciar la creación de una Canarias independiente favorable a sus intereses. A primeros de febrero de 1976, una delegación de la Junta Democrática de España formada por Rafael Calvo Serer, Santiago Carrillo y José Vidal-Beneyto visitó Argel y solicitó el cierre de la emisora, para facilitar la Transición española. Sin embargo, la concesión no le fue retirada a Cubillo hasta 1978.

### Actividad terrorista
El 1 de noviembre de 1976 el MPAIAC inició la actividad terrorista a través de las Fuerzas Armadas Guanches (FAG), haciendo estallar un explosivo en las Galerías Preciados de Las Palmas de Gran Canaria. A partir de este atentado, los siguientes atentados tuvieron como objetivo el sector turístico canario, atacando un hotel, numerosas oficinas turísticas y agencias de viajes en las islas capitalinas. El MPAIAC apoyó a El Rubio, asesino del falangista Eufemiano Fuentes y, a finales de 1976 le facilitó la huida a Argelia.
En febrero de 1977, numerosos miembros del MPAIAC fueron capturados por la Policía, entre ellos el jefe de la rama militar, lo cual hizo pensar a la prensa española que el grupo había sido "prácticamente desarticulado". No obstante, el domingo 27 de marzo de 1977 hicieron explotar una bomba en la floristería de la terminal de pasajeros del Aeropuerto de Gran Canaria que hirió a 7 personas. A continuación anunciaron la colocación de una segunda bomba en el aeropuerto, lo que obligó a desviar los vuelos al Aeropuerto de Los Rodeos, en Tenerife. Este hecho fue uno de los factores que causaron el mayor accidente aéreo de la historia de la aviación, con 583 víctimas mortales. Cubillo negó posteriormente la colocación de la segunda bomba y achacó las muertes a los controladores aéreos, a los pilotos y a la neblina reinante. Las actividades terroristas no se detuvieron. Ese mismo mes el militante de la MPAIAC Santiago Marrero entró a robar armas en el cuartel de La Isleta (Las Palmas), falleciendo en el tiroteo con los soldados de la Armada que estaban de vigilancia. El martes 14 de junio de 1977, día previo a las elecciones generales, atentaron contra Pescanova en Madrid. El 2 de enero de 1978 secuestraron el buque Antonio Armas, que desde Las Palmas se dirigía a Valencia, y lo desviaron a Orán.  En la madrugada del 3 de febrero explosionaron una bomba en el monumento a Cervantes en Madrid. El 24 de febrero de 1978 la actividad terrorista del MPAIAC ocasionó una víctima mortal en el atentado al Banco de Vizcaya de La Laguna. Resultó herido mortalmente el artificiero de la Policía Rafael Valdenebro al intentar desactivar la bomba colocada por el MPAIAC. El artificiero, de 27 años, fue alcanzado en la cabeza, brazos y piernas y falleció el 8 de marzo.
A finales de marzo de 1978, el MPAIAC lanzó una campaña de amenazas contra los hoteleros del Puerto de la Cruz, a los que reclamó un «impuesto revolucionario» de entre 10 y 15 millones de pesetas anuales.

### Caída de la organización
Según José Manuel Otero Novas, ministro del gobierno de Adolfo Suárez, en 1978 los servicios secretos de Estados Unidos proporcionaron al CESID español información sobre el MPAIAC. Por entonces, España estaba en negociaciones para entrar en la OTAN. algo a lo que se oponía la Unión Soviética. El ministro Otero interpretó la información estadounidense como una amenaza velada: "O entran ustedes en la OTAN o les independizo las Canarias" apoyando al MPAIAC, por ello, se comunicó con Estados Unidos a través del agente Juan Tavira Golas desde la embajada en París, con el objetivo de bloquear la ayuda de Argelia en el proceso descolonizador. Según afirmó, "en cinco o seis años el archipiélago sería independiente, dados sus contactos con africanos y comunistas de todo el mundo". Suárez también respondió haciendo a través de su ministro de Exteriores una declaración pública a favor de entrar en la OTAN. Una o dos semanas después, el 5 de abril de 1978, Cubillo fue víctima de un intento de asesinato realizado por dos mercenarios contratados por los servicios secretos españoles, siendo apuñalado en Argel, y quedó inválido para el resto de su vida. El gobierno de Houari Boumédiène de Argelia silenció durante 72 horas lo sucedido mientras ordenaban detener a todo español que viviera en Argel. Suárez envió un embajador especial a Argel para rebajar la tensión mientras Bourmédiène reclamaba entrevistarse directamente con Suárez.
El 6 de abril, la Guardia Civil detuvo en Las Palmas a Antonio Jorge Gallicó, dirigente del MPAIAC. A raíz de sus declaraciones, fueron a su vez detenidos los jefes de las ramas militar, político-administrativa y propagandística del MPAIAC, más una veintena de otros presuntos miembros.Unos meses después, en octubre, fueron detenidos más miembros y la Guardia Civil declaró al MPAIAC "desarticulado" en la provincia de Tenerife.
El 22 de julio de 1978, los jefes de Estado de la Organización para la Unidad Africana, reunidos en Jartum, rechazaron por mayoría la propuesta en la que el Comité de Liberación de la OUA había pedido declarar Canarias como "país africano a descolonizar" y reconocer al MPAIAC como "movimiento de liberación" africano.
El MPAIAC finalmente renunció a la lucha armada y el 20 de agosto de 1979 expulsó a su fundador y secretario general, Antonio Cubillo, por su actitud personalista y por su oposición al abandono del terrorismo. Cubillo continuó presentándose como portavoz y dirigente del MPAIAC, deslegitimando el uso del nombre por el otro grupo. Posteriormente, Cubillo fundó el Congreso Nacional de Canarias (CNC). Dentro del CNC se produjeron también disputas por el reparto de 25.000 dólares y posteriores ayudas económicas que supuestamente fueron a su cuenta particular en Francia y habrían terminado con intentos de agresión entre sus miembros.
Cubillo regresó a España en 1985. La Audiencia Nacional sentenció en 1990 que personas «no determinadas», pero sí «pertenecientes a los servicios policiales», habían encargado el asesinato de Cubillo a José Luis Espinosa Pardo, infiltrado en el MPAIAC, que fue condenado a 20 años de cárcel y al pago de una indemnización de 150.000 euros. En 2003 Cubillo consiguió del Ministerio del Interior español 150.253 euros al amparo de la Ley de solidaridad de víctimas del terrorismo. Mucho tiempo después, Cubillo y su asesino frustrado se encontraron cara a cara en un documental de la Radio Televisión Canaria. En este documental, dirigido por un sobrino de Cubillo y que repasa la historia del MPAIAC, antiguos miembros de ETA señalaron que en los 70 el MPAIAC contaba con mucho más apoyo internacional y reconocimiento que ETA porque el caso de Canarias era visto por algunos sectores como parte de la descolonización de África.
Hacia 2003, algunos de los antiguos integrantes del MPAIAC que fueron expulsados en su día reconstituyeron esta organización, si bien esta reconstitución no fue reconocida por la mayoría de los militantes históricos.[cita requerida] Por otro lado, la actividad política del MPAIAC reconstituido es prácticamente nula y apenas va más allá de Internet.